# Centre de soins dentaires du CHU de Reims
Le Centre de soins bucco-dentaires du CHU de Reims, ou  est un établissement dentaire récent implanté à Reims, en France visant à remplacer deux sites historiques éloignés du CHU. Il fait partie des locaux des établissements constitutifs du CHU de Reims.

## Localisation
Le Centre de soins bucco-dentaires du CHU de Reims est situé à l’intérieur de l’hôpital Maison Blanche, 45 rue Cognacq-Jay à Reims dans la Marne en France.

## Histoire
Avant la création de ce nouveau complexe d’odontologie, les activités étaient  réalisées sur deux sites constitués par le service dentaire de l’Hôpital Maison Blanche et par le service dentaire de l’Hôpital Sébastopol (43 Rue Prieur de la Marne à Reims).
Le marché de construction a été lancé en 2014 et attribué en 2015.
Le nouveau bâtiment du Pôle de médecine bucco dentaire du Centre Hospitalier Universitaire de Reims, livré en décembre 2017, a été inauguré le 26 janvier 2018.

## Missions et activités du Pôle de médecine bucco-dentaire
Ce complexe d'odontologie de Reims a pour vocation de permettre : 
- d’assurer une activité de formation auprès des futurs professionnels de santé, médicaux et non médicaux, en lien avec la Faculté d’Odontologie de l’Université Reims Champagne-Ardenne.
- d’investir dans la recherche médicale,
- d’assurer l’ensemble des soins en médecine bucco-dentaire et chirurgie orale. Il est centre de compétence des maladies rares orales et dentaires (O-Rares)[3].

## Description du bâtiment
Le nouveau bâtiment, d’une surface de 5 000 m² environ sur 3 niveaux, a été conçu par deux cabinets d’architectes, le cabinet parisien de Jean-philippe Pargade et celui rémois de Jean-Michel Jacquet.
Il se distingue par un extérieur bois et enduit blanc sur les deux premiers niveaux.
Le montant des travaux est de 15 M€.
Il a été réalisé par l’entreprise Demathieu-bard Construction.
Il accueille 80 fauteuils dentaires répartis en sept secteurs de soins (contre 70 dans les anciens locaux), un laboratoire de prothèse, un secteur interventionnel et une zone administrative et d’enseignement.
Le centre est prévu pour accueillir 35 000 passages par an.
La particularité de ce bâtiment est d’avoir été conçu dès l’origine pour accueillir les technologies et logiciels informatiques de dernière génération utilisés dans le domaine dentaire.

## Galerie photo

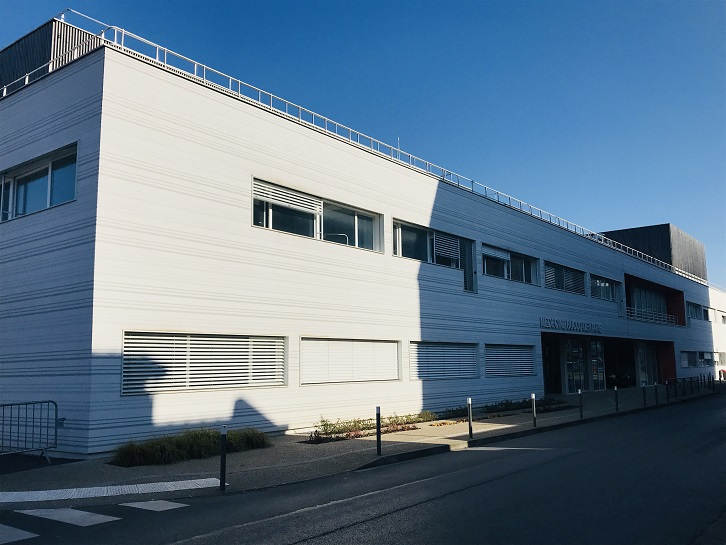
Centre de soins dentaires.
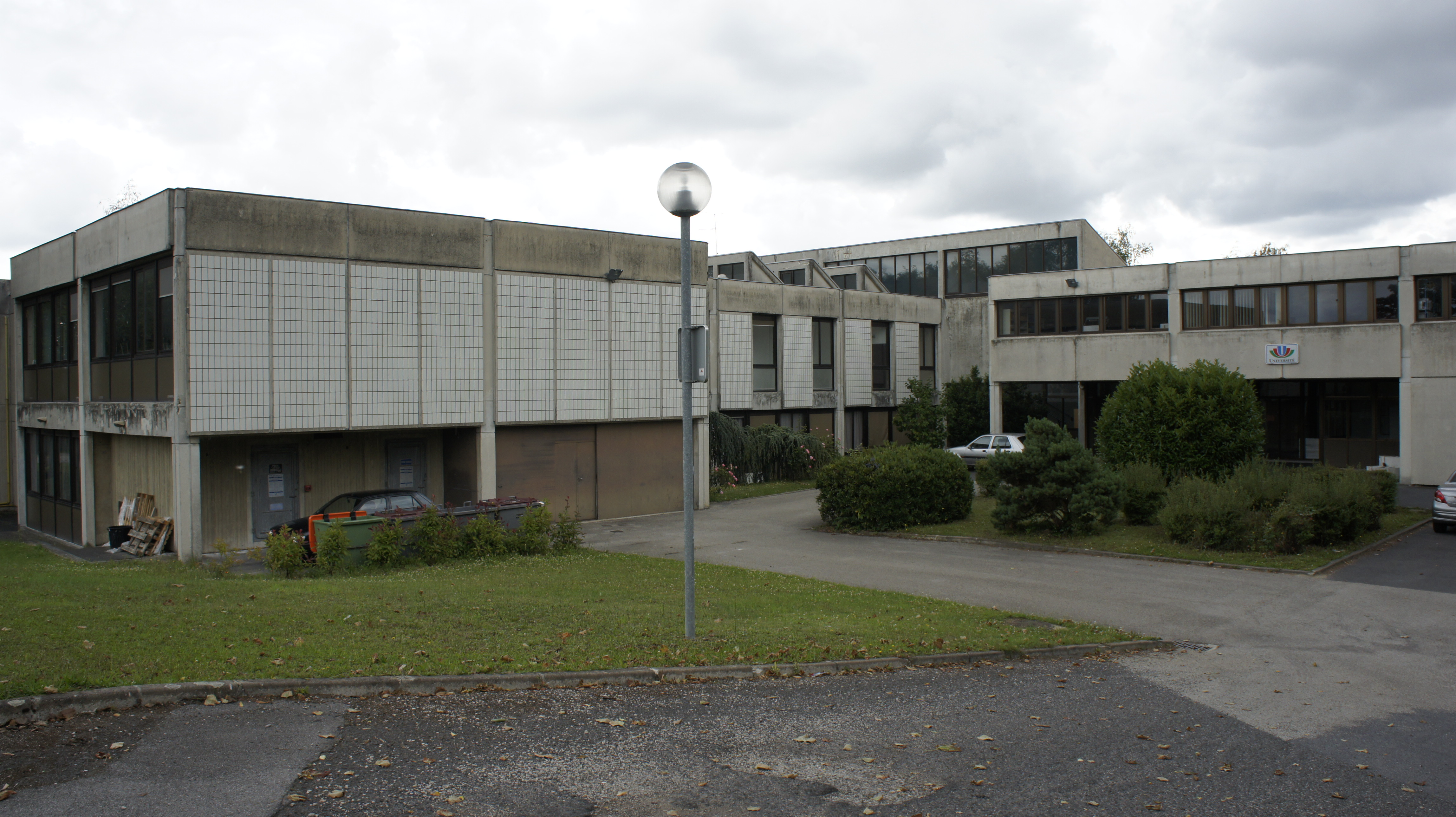
Bâtiments d'odontologie,
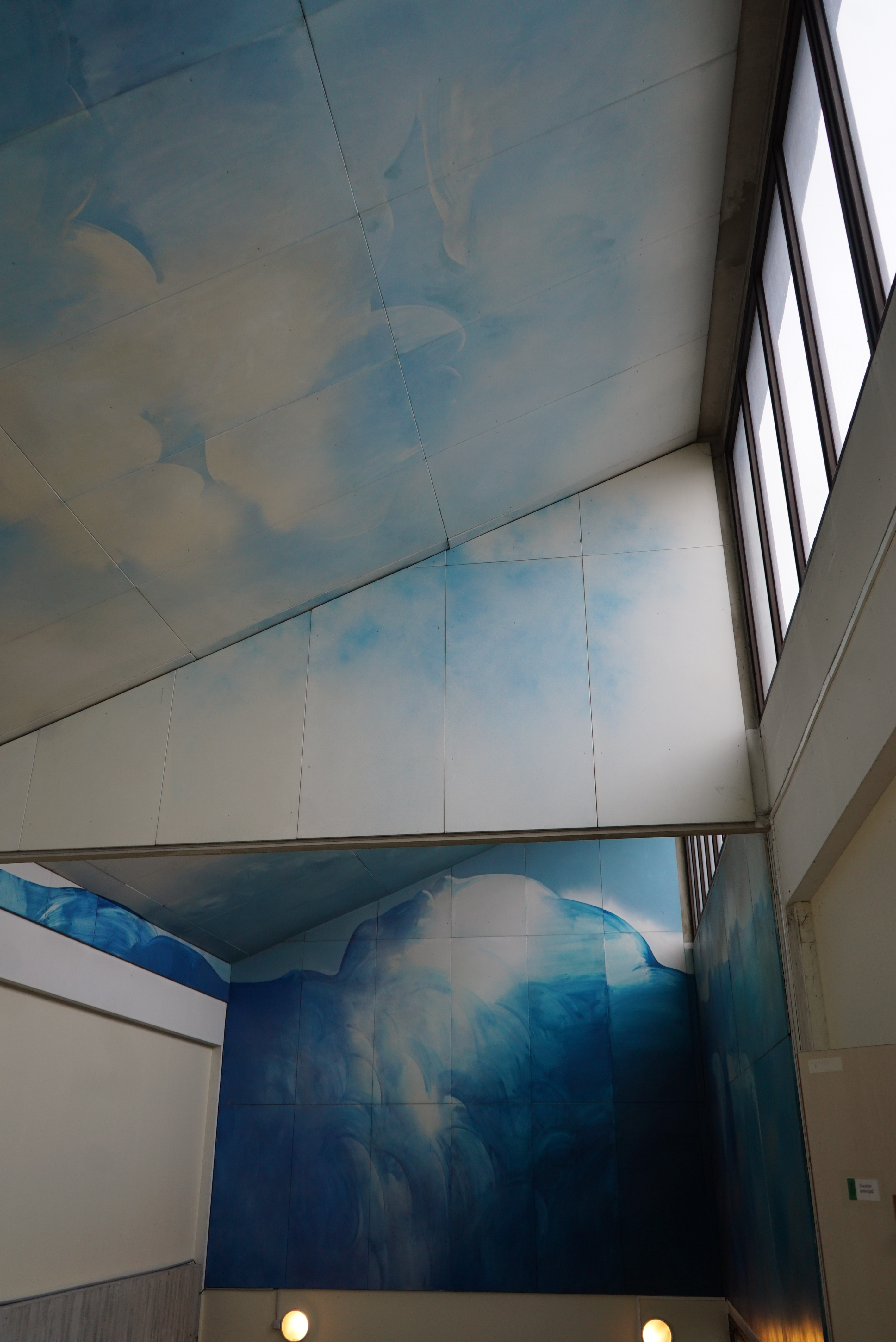
et son 1% sur la Rue du Général-Kœnig.